# Anomospermum reticulatum
Anomospermum reticulatum är en tvåhjärtbladig växtart. Anomospermum reticulatum ingår i släktet Anomospermum och familjen Menispermaceae.

## Underarter
Arten delas in i följande underarter:
- A. r. allenii
- A. r. dielsianum
- A. r. glabrescens
- A. r. idroboi
- A. r. nitidum
- A. r. reticulatum
- A. r. venezuelense